# Värttinä (álbum)
Värttinä es el primer álbum homónimo del grupo de folk finlandés Värttinä En él, la banda de 21 miembros interpreta canciones tradicionales de Karelia. Originalmente fue lanzado en 1987 de manera independiente en vinilo y casete. En 1992, fue relanzado en Finlandia por Mipu Music, en 1997 fue reeditado en Japón por Warner Japón, y en el mismo año, fue reeditado en los Estados Unidos por Finlandia Innovators, bajo el título Värttinä - The First Album.

## Lista de canciones
| N.º | Título                      | Duración |  |
| 1.  | «Ruskie neitsyt»            | 2:19     |  |
| 2.  | «Mainitus»                  | 1:35     |  |
| 3.  | «Lehmän tanssi»             | 4:03     |  |
| 4.  | «Miss 'on miun armahin»     | 3:57     |  |
| 5.  | «Mie tahon tasaista miestä» | 1:18     |  |
| 6.  | «Juhon kontra»              | 1:34     |  |
| 7.  | «Tutskovin polska»          | 1:53     |  |
| 8.  | «Suojärven katrilli»        | 2:25     |  |
| 9.  | «Karjalainen kehtolaulu»    | 4:05     |  |
| 10. | «Varrii ompi zaijuvesj»     | 2:08     |  |
| 11. | «Koiviston polska»          | 1:35     |  |
| 12. | «Duetto»                    | 1:35     |  |
| 13. | «Melkutus»                  | 1:43     |  |
| 14. | «Sade»                      | 3:25     |  |
| 15. | «Tsiiputus»                 | 1:25     |  |
| 16. | «Sekatyylipolkka»           | 2:19     |  |
| 17. | «Ompa tietty tietyssäni»    | 3:31     |  |

En el lanzamiento japonés, "Ruskie neitsyt" se movió de la pista 1 a la pista 15, después de "Tsiiputus".